# Кэтлетт, Уолтер
Уо́лтер Кэ́тлетт (англ. Walter Catlett; 4 февраля 1889[…], Сан-Франциско, Калифорния — 14 ноября 1960 или 14 октября 1960, Вудленд-Хиллз, Калифорния) — американский актёр театра и кино. Амплуа — легковозбудимый официозный хвастун.

## Биография
Уолтер Кэтлетт родился 4 февраля 1889 года в Сан-Франциско. Он начал свою актёрскую работу с водевилей (в основном в дуэте с Хобартом Кавано). Впервые на театральных подмостках Кэтлетт появился в 1906 году, в кинематографе с 1924 года.
Первую супругу актёра звали Рат Верни, вторую — Занетта Уэтроус. Уолтер Кэтлетт скончался 14 ноября 1960 года в Лос-Анджелесе, причиной смерти стал инсульт. В том же году актёр был удостоен звезды на Голливудской Аллее славы (1713 Вайн-стрит).

## Избранные работы в театре[7]
- 1911 — Принц Пильзена / The Prince of Pilsen
- 1916 — So Long Letty
- 1918 — Little Miss Simplicity
- 1920 — Салли[англ.] / Sally
- 1924 — Леди, будьте хорошей[англ.] / Lady, Be Good (в т. ч. исполнение одноимённой песни[англ.])
- 1927 — Рио Рита[англ.] / Rio Rita
- The Ziegfeld Follies of 1917

## Избранная фильмография
За свою кино-карьеру длиной 33 года Уолтер Кэтлетт снялся в 155 фильмах, из которых 32 были короткометражными, а в 4 он не был указан в титрах; в четырёх эпизодах четырёх сериалов и озвучил один мультфильм.
- 1924 — Вторая молодость[англ.] / Second Youth — Джон Макнаб
- 1926 — Летние холостяки[англ.] / Summer Bachelors — Холостяк № 1
- 1927 — Учитель музыки[англ.] / The Music Master — зазывала на медицинском шоу
- 1929 — Поженившиеся в Голливуде[англ.] / Married in Hollywood — Джо Глитнер
- 1930 — Девушка из Флородоры[англ.] / The Florodora Girl — Де Боэр
- 1931 — Первая полоса / The Front Page — Джимми Мёрфи
- 1931 — Платиновая блондинка / Platinum Blonde — Бинги
- 1931 — Воспитатель настоящих мужчин[англ.] / Maker of Men — Макнил
- 1932 — Воздушный петух[англ.] / Cock of the Air — полковник Уоллес
- 1932 — Переулок[англ.] / Back Street — Бейклесс
- 1932 — Дождь[англ.] / Rain — квартирмейстер Бейтс
- 1933 — Мама любит папу[англ.] / Mama Loves Papa — Том Уокер
- 1933 — Так это Хэррис![англ.] / So This Is Harris! — Уолтер Кэтлетт (к/м)
- 1935 — Каждый вечер в восемь[англ.] / Every Night at Eight — Master of Ceremonies
- 1935 — История двух городов[англ.] / A Tale of Two Cities — Барсад
- 1936 — Мистер Дидс переезжает в город / Mr. Deeds Goes to Town — Морроу
- 1936 — Кейн и Мейбл / Cain and Mabel — Джейк Шерман
- 1936 — Банджо на моём колене[англ.] / Banjo on My Knee — Уорфилд Скотт
- 1937 — На авеню[англ.] / On the Avenue — Джейк Диббл
- 1937 — Любовь — это новости[англ.] / Love Is News — Эдди Джонсон
- 1937 — Осторожно, любовь за работой[англ.] / Danger — Love at Work — дядюшка Алан
- 1937 — Праздник каждый день[англ.] / Every Day’s a Holiday — Нифти Бейли
- 1938 — Воспитание крошки / Bringing Up Baby — констебль Слокам
- 1938 — Достижение успеха[англ.] / Going Places — Франклин Декстер
- 1939 — Заза[англ.] / Zaza — Марлардот
- 1939 — Экспресс изгнания / Exile Express — Гус
- 1940 — Пиноккио / Pinocchio — Дж. Уортингтон Фоулфеллоу (Честный Джон) (м/ф; озвучивание; в титрах не указан)
- 1940 — Грешница наполовину[англ.] / Half a Sinner — служащий на АЗС
- 1940 — Весенний парад[англ.] / Spring Parade — метрдотель
- 1940 — Маленький Абнер[англ.] / Li’l Abner — парикмахер
- 1941 — Девушка на миллион[англ.] / Million Dollar Baby — мистер Симпсон
- 1941 — Энергия / Manpower — Сидни Уиппл
- 1941 — Всё началось с Евы / It Started with Eve — доктор Харви
- 1942 — Звёздно-полосатый ритм[англ.] / Star Spangled Rhythm — Уолтер (в номере A Sweater, Sarong and a Peek-A-Boo Bang)
- 1942 — Моя девушка Сэл[англ.] / My Gal Sal — полковник Траки
- 1942 — Синкопа[англ.] / Syncopation — Спелвин
- 1942 — Янки Дудл Денди / Yankee Doodle Dandy — администратор в театре
- 1943 — Меня накрыли[англ.] / They Got Me Covered — администратор в гостинице
- 1943 — Сестра его дворецкого / His Butler’s Sister — Мортимер Калб
- 1945 — Человек, который гулял сам по себе[англ.] / The Man Who Walked Alone — Уиггинс
- 1947 — Я буду твоей / I’ll Be Yours — мистер Бакингем
- 1948 — Мальчик с зелёными волосами[англ.] / The Boy with Green Hair — «Король»
- 1949 — В поисках серебряной подкладки[англ.] / Look for the Silver Lining — камео
- 1949 — Танцующие в темноте[англ.] / Dancing in the Dark — Джо Брукс
- 1949 — Ревизор / The Inspector General — полковник Кастайн
- 1951 — Жених возвращается / Here Comes the Groom — мистер Макгонигл
- 1956 — Дэви Крокетт и речные пираты[англ.] / Davy Crockett and the River Pirates — полковник Плаг
- 1956 — Дружеское увещевание / Friendly Persuasion — профессор Куигли
- 1957 — Красавчик Джеймс[англ.] / Beau James — губернатор Альфред «Эл» Смит